# ATP de Paris
O Rolex Paris Masters é um torneio de tênis masculino anual disputado no Bercy Arena, em Paris. 
O torneio é disputado em quadra dura, até 2006 o piso era o de carpete. 
O torneio é o último ATP Masters 1000 da temporada. 
Que também é o último maior meio para garantir uma vaga no ATP Finals, o maior torneio de encerramento da temporada, valendo 1500 pontos, também disputado em quadras indoor.
Por causa do seu patrocinador, o evento é conhecido oficialmente como Rolex Paris Masters.
Antes da criação dos Masters 1000 no início da década de 1990, o evento era conhecido como Paris Open / Paris Indoor.
É disputado no final de outubro e início de novembro.
O recordista da competição é Novak Djokovic com 7 títulos.

## Finais

### Simples
| Ano                                     | Campeão            | Vice-campeão       | Resultado               |
| --------------------------------------- | ------------------ | ------------------ | ----------------------- |
| 2024                                    | Alexander Zverev   | Ugo Humbert        | 6–2, 6–2                |
| 2023                                    | Novak Djokovic     | Grigor Dimitrov    | 6–4, 6–3                |
| 2022                                    | Holger Rune        | Novak Djokovic     | 3–6, 6–3, 7–5           |
| 2021                                    | Novak Djokovic     | Daniil Medvedev    | 4–6, 6–3, 6–3           |
| 2020                                    | Daniil Medvedev    | Alexander Zverev   | 5–7, 6–4, 6–1           |
| 2019                                    | Novak Djokovic     | Denis Shapovalov   | 6–3, 6–4                |
| 2018                                    | Karen Khachanov    | Novak Djokovic     | 7–5, 6–4                |
| 2017                                    | Jack Sock          | Filip Krajinović   | 5–7, 6–4, 6–1           |
| 2016                                    | Andy Murray        | John Isner         | 6–3, 46–7, 6–4          |
| 2015                                    | Novak Djokovic     | Andy Murray        | 6–2, 6–4                |
| 2014                                    | Novak Djokovic     | Milos Raonic       | 6–2, 6–3                |
| 2013                                    | Novak Djokovic     | David Ferrer       | 7–5, 7–5                |
| 2012                                    | David Ferrer       | Jerzy Janowicz     | 6–4, 6–3                |
| 2011                                    | Roger Federer      | Jo-Wilfried Tsonga | 6–1, 7–63               |
| 2010                                    | Robin Soderling    | Gaël Monfils       | 6–1, 7–61               |
| 2009                                    | Novak Djokovic     | Gaël Monfils       | 6–2, 5–7, 7–63          |
| 2008                                    | Jo-Wilfried Tsonga | David Nalbandian   | 6–3, 4–6, 6–4           |
| 2007                                    | David Nalbandian   | Rafael Nadal       | 6–4, 6–0                |
| 2006                                    | Nikolay Davydenko  | Dominik Hrbaty     | 6–1, 6–2, 6–2           |
| 2005                                    | Tomáš Berdych      | Ivan Ljubičić      | 6–3, 6–4, 3–6, 4–6, 6–4 |
| 2004                                    | Marat Safin        | Radek Štěpánek     | 6–3, 7–6, 6–3           |
| 2003                                    | Tim Henman         | Andrei Pavel       | 6–2, 7–6, 7–6           |
| 2002                                    | Marat Safin        | Lleyton Hewitt     | 7–6, 6–0, 6–4           |
| 2001                                    | Sebastien Grosjean | Yevgeny Kafelnikov | 7–6, 6–1, 6–7, 6–4      |
| 2000                                    | Marat Safin        | Mark Philippoussis | 3–6, 7–6, 6–4, 3–6, 7–6 |
| 1999                                    | Andre Agassi       | Marat Safin        | 7–6, 6–2, 4–6, 6–4      |
| 1998                                    | Greg Rusedski      | Pete Sampras       | 6–4, 7–6, 6–3           |
| 1997                                    | Pete Sampras       | Jonas Bjorkman     | 6–3, 4–6, 6–3, 6–1      |
| 1996                                    | Thomas Enqvist     | Yevgeny Kafelnikov | 6–2, 6–4, 7–5           |
| 1995                                    | Pete Sampras       | Boris Becker       | 7–6, 6–4, 6–4           |
| 1994                                    | Andre Agassi       | Marc Rosset        | 6–3, 6–3, 4–6, 7–5      |
| 1993                                    | Goran Ivanišević   | Andrei Medvedev    | 6–4, 6–2, 7–6           |
| 1992                                    | Boris Becker       | Guy Forget         | 7–6, 6–3, 3–6, 6–3      |
| 1991                                    | Guy Forget         | Pete Sampras       | 7–6, 4–6, 5–7, 6–4, 6–4 |
| 1990                                    | Stefan Edberg      | Boris Becker       | 3–3, ab.                |
| 1989                                    | Boris Becker       | Stefan Edberg      | 6–4, 6–3, 6–3           |
| 1988                                    | Amos Mansdorf      | Brad Gilbert       | 6–3, 6–2, 6–3           |
| 1987                                    | Tim Mayotte        | Brad Gilbert       | 2–6, 6–3, 7–5, 6–7, 6–3 |
| 1986                                    | Boris Becker       | Sergio Casal       | 6–4, 6–3, 7–6           |
| Torneio não realizado entre 1985 e 1983 |                    |                    |                         |
| 1982                                    | Wojtek Fibak       | Bill Scanlon       | 6–2, 6–2, 6–2           |
| 1981                                    | Mark Vines         | Pascal Portes      | 6–2, 6–4, 6–3           |
| 1980                                    | Brian Gottfried    | Adriano Panatta    | 4–6, 6–3, 6–1, 7–6      |
| 1979                                    | Harold Solomon     | Corrado Barazzutti | 6–3, 2–6, 6–3, 6–4      |
| 1978                                    | Robert Lutz        | Tom Gullikson      | 6–2, 6–2, 7–6           |
| 1977                                    | Corrado Barazzutti | Brian Gottfried    | 7–6, 7–6, 6–7, 3–6, 6–4 |
| 1976                                    | Eddie Dibbs        | Jaime Fillol       | 5–7, 6–4, 6–4, 7–6      |
| 1975                                    | Tom Okker          | Arthur Ashe        | 6–3, 2–6, 6–3, 3–6, 6–4 |
| 1974                                    | Brian Gottfried    | Eddie Dibbs        | 6–3, 5–7, 8–6, 6–0      |
| 1973                                    | Ilie Năstase       | Stan Smith         | 4–6, 6–1, 3–6, 6–0, 6–2 |
| 1972                                    | Stan Smith         | Andres Gimeno      | 6–2, 6–2, 7–5           |
| 1971                                    | Stan Smith         | François Jauffret  | 6–2, 6–4, 7–5           |
| 1970                                    | Arthur Ashe        | Marty Riessen      | 7–6, 6–4, 6–3           |

### Duplas
| Ano                                     | Campeões                                 | Vice-campeões                          | Resultado          |
| --------------------------------------- | ---------------------------------------- | -------------------------------------- | ------------------ |
| 2024                                    | Wesley Koolhof Nikola Mektić             | Lloyd Glasspool Adam Pavlásek          | 3–6, 6–3, [10–5]   |
| 2023                                    | Santiago González Édouard Roger-Vasselin | Rohan Bopanna Matthew Ebden            | 6–2, 5–7, [10–7]   |
| 2022                                    | Wesley Koolhof Neal Skupski              | Ivan Dodig Austin Krajicek             | 7–65, 6–4          |
| 2021                                    | Tim Pütz Michael Venus                   | Pierre-Hugues Herbert Nicolas Mahut    | 6–3, 46–7, [11–9]  |
| 2020                                    | Félix Auger-Aliassime Hubert Hurkacz     | Mate Pavić Bruno Soares                | 36–7, 7–67, [10–2] |
| 2019                                    | Pierre-Hugues Herbert Nicolas Mahut      | Karen Khachanov Andrey Rublev          | 6–4, 6–1           |
| 2018                                    | Marcel Granollers Rajeev Ram             | Jean-Julien Rojer Horia Tecău          | 6–4, 6–4           |
| 2017                                    | Łukasz Kubot Marcelo Melo                | Ivan Dodig Marcel Granollers           | 7–63, 3–6, [10–6]  |
| 2016                                    | Henri Kontinen John Peers                | Pierre-Hugues Herbert Nicolas Mahut    | 6–4, 3–6, [10–6]   |
| 2015                                    | Ivan Dodig Marcelo Melo                  | Vasek Pospisil Jack Sock               | 2–6, 6–3, [10–5]   |
| 2014                                    | Bob Bryan Mike Bryan                     | Marcin Matkowski Jürgen Melzer         | 7–65, 5–7, [10–6]  |
| 2013                                    | Bob Bryan Mike Bryan                     | Alexander Peya Bruno Soares            | 6–3, 6–3           |
| 2012                                    | Mahesh Bhupathi Rohan Bopanna            | Aisam-ul-Haq Qureshi Jean-Julien Rojer | 7–66, 6–3          |
| 2011                                    | Rohan Bopanna Aisam-ul-Haq Qureshi       | Julien Benneteau Nicolas Mahut         | 6–2, 6–4           |
| 2010                                    | Mahesh Bhupathi Max Mirnyi               | Mark Knowles Andy Ram                  | 7–5, 7–5           |
| 2009                                    | Daniel Nestor Nenad Zimonjić             | Marcel Granollers Tommy Robredo        | 6–3, 6–4           |
| 2008                                    | Jonas Björkman Kevin Ullyett             | Jeff Coetzee Wesley Moodie             | 6–2, 6–2           |
| 2007                                    | Bob Bryan Mike Bryan                     | Daniel Nestor Nenad Zimonjić           | 6–3, 7–63          |
| 2006                                    | Arnaud Clément Michaël Llodra            | Fabrice Santoro Nenad Zimonjić         | 7–64, 6–2          |
| 2005                                    | Bob Bryan Mike Bryan                     | Mark Knowles Daniel Nestor             | 6–4, 6–7(3–7), 6–4 |
| 2004                                    | Jonas Björkman Todd Woodbridge           | Wayne Black Kevin Ullyett              | 6–3, 6–4           |
| 2003                                    | Wayne Arthurs Paul Hanley                | Michaël Llodra Fabrice Santoro         | 6–3, 1–6, 6–3      |
| 2002                                    | Nicolas Escudé Fabrice Santoro           | Gustavo Kuerten Cédric Pioline         | 6–3, 6–3           |
| 2001                                    | Ellis Ferreira Rick Leach                | Mahesh Bhupathi Leander Paes           | 5–7, 7–62, 6–4     |
| 2000                                    | Nicklas Kulti Max Mirnyi                 | Paul Haarhuis Daniel Nestor            | 7–66, 7–5          |
| 1999                                    | Sébastien Lareau Alex O'Brien            | Paul Haarhuis Jared Palmer             | 6–1, 6–3           |
| 1998                                    | Mahesh Bhupathi Leander Paes             | Jacco Eltingh Paul Haarhuis            | 7–6, 7–6           |
| 1997                                    | Jacco Eltingh Paul Haarhuis              | Rick Leach Jonathan Stark              | 6–2, 7–6           |
| 1996                                    | Jacco Eltingh Paul Haarhuis              | Yevgeny Kafelnikov Daniel Vacek        | 6–4, 4–6, 7–6      |
| 1995                                    | Grant Connell Patrick Galbraith          | Jim Grabb Todd Martin                  | 6–3, 7–6           |
| 1994                                    | Jacco Eltingh Paul Haarhuis              | Byron Black Jonathan Stark             | 3–6, 7–6, 7–5      |
| 1993                                    | Byron Black Jonathan Stark               | Tom Nijssen Cyril Suk                  | 4–6, 7–5, 6–2      |
| 1992                                    | John McEnroe Patrick McEnroe             | Patrick Galbraith Danie Visser         | 7–6, 6–3           |
| 1991                                    | John Fitzgerald Anders Järryd            | Kelly Jones Rick Leach                 | 7–6, 6–4           |
| 1990                                    | Scott Davis David Pate                   | Darren Cahill Mark Kratzmann           | 7–6, 7–6           |
| 1989                                    | John Fitzgerald Anders Järryd            | Jakob Hlasek Eric Winogradsky          | 7–6, 6–4           |
| 1988                                    | Paul Annacone John Fitzgerald            | Jim Grabb Christo van Rensburg         | 6–2, 6–2           |
| 1987                                    | Jakob Hlasek Claudio Mezzadri            | Scott Davis David Pate                 | 7–6, 6–2           |
| 1986                                    | Peter Fleming John McEnroe               | Mansour Bahrami Diego Pérez            | 6–3, 6–2           |
| Torneio não realizado entre 1985 e 1983 |                                          |                                        |                    |
| 1982                                    | Brian Gottfried Bruce Manson             | Jay Lapidus Richard Meyer              | 6–4, 6–2           |
| 1981                                    | Ilie Năstase Yannick Noah                | Andrew Jarrett Jonathan Smith          | 6–4, 6–4           |
| 1980                                    | Paolo Bertolucci Adriano Panatta         | Brian Gottfried Raymond Moore          | 6–4, 6–4           |
| 1979                                    | Jean-Louis Haillet Gilles Moretton       | John Lloyd Tony Lloyd                  | 7–6, 7–6           |
| 1978                                    | Bruce Manson Andrew Pattison             | Ion Ţiriac Guillermo Vilas             | 7–6, 6–2           |
| 1977                                    | Brian Gottfried Raúl Ramírez             | Jeff Borowiak Roger Taylor             | 6–2, 6–0           |
| 1976                                    | Tom Okker Marty Riessen                  | Fred McNair Sherwood Stewart           | 6–2, 6–2           |
| 1975                                    | Wojtek Fibak Karl Meiler                 | Ilie Năstase Tom Okker                 | 6–3, 9–8           |
| 1974                                    | Patrice Dominguez François Jauffret      | Brian Gottfried Raúl Ramírez           | 7–5, 6–4           |
| 1973                                    | Juan Gisbert Ilie Năstase                | Arthur Ashe Roscoe Tanner              | 6–3, 6–4           |
| 1972                                    | Pierre Barthès François Jauffret         | Andrés Gimeno Juan Gisbert             | 6–7, 6–2, 6–3      |
| 1971                                    | Tom Gorman Stan Smith                    | Pierre Barthès François Jauffret       | 3–6, 7–5, 6–2      |
| 1970                                    | Pancho Gonzalez Ken Rosewall             | Tom Okker Marty Riessen                | 6–4, 7–6, 7–6      |

## Múltiplos campeões em simples
- 7 vitórias:
  - Novak Djokovic (Sérvia): 2009, 2013, 2014, 2015, 2019, 2021, 2023

- 3 vitórias:
  - Boris Becker (Alemanha): 1986, 1989, 1992
  - Marat Safin (Rússia): 2000, 2002, 2004

- 2 vitórias:
  - Andre Agassi (EUA): 1994, 1999
  - Brian Gottfried (EUA): 1974, 1980
  - Pete Sampras (EUA): 1995, 1997
  - Stan Smith (EUA): 1971, 1972